# Nicolas Senèze
Pour les articles homonymes, voir Senèze.
Nicolas Senèze, né le 1er décembre 1973, est un journaliste et essayiste français, ancien étudiant de l'École supérieure de journalisme de Lille, promotion 1999.

## Parcours
Nicolas Senèze travaille au service « Religion » du quotidien catholique La Croix, de 1999 à 2009 - puis à partir d'octobre 2009 comme chef adjoint du service « Web ».
Nicolas Senèze s'est spécialisé dans ce qu'il nomme la "crise intégriste", cette appellation faisant pendant à la "crise moderniste" du début du XXe siècle. Il est cité par divers médias français,,,, comme un bon connaisseur de l'intégrisme catholique.
Il a présidé l'Association des journalistes d'information religieuse (AJIR) de 2004 à 2008.
En août 2016, il devient le correspondant de La Croix au Vatican, succédant à Sébastien Maillard. Il publie en 2019 Comment l'Amérique veut changer de pape  qui dévoile l'opposition d'une certaine partie du catholicisme américain au pape François, notamment dans les milieux laïques grands contributeurs de l'Église américaine, fragilisés par les critiques du pape à l'encontre du libéralisme économique et de l'American way of life.
En août 2020, il rejoint le service Économie de La Croix, chargé de la rubrique sociale ; Loup Besmond de Senneville lui succède comme envoyé spécial permanent de La Croix à Rome.

## Publications
- La Crise intégriste : vingt ans après le schisme de Mgr Lefèbvre, Bayard-culture, coll. « Essais », 2008 (ISBN 978-222747718-6, présentation en ligne)
- Avec Philippe Haddad et Kamel Mezit, Les fêtes de Dieu, Yahweh et Allah, édition Bayard Presse, 2011.
- Les Mots du pape, Bayard, 2016. (ISBN 9782227488809, présentation en ligne)
- Comment l'Amérique veut changer de pape, édition Bayard Presse, 2019